# ریچارد بروکر
ریچارد بروکر (انگلیسی: Richard Brooker؛ ۲۰ نوامبر ۱۹۵۴ – ۸ آوریل ۲۰۱۳) بدل‌کار و هنرپیشه اهل انگلستان بود.
از فیلم‌ها یا برنامه‌های تلویزیونی که وی در آن نقش داشته‌است می‌توان به جمعه سیزدهم قسمت سوم اشاره کرد.